# Didier Tholot

## Carrera como entrenador
Tholot comenzó su carrera como entrenador el 1 de julio de 2002 como jugador entrenador en Vevey después de una exitosa temporada, se convirtió de nuevo en el verano de 2003 a FC Sion como entrenador jugador.
Fue entrenador de FC Sion entre 2004 y en 2005 firmó un contrato como entrenador en jefe de Libourne Saint-Seurin . Entrenó Libourne Saint-Seurin por tres temporadas y se subió con el club de 2007 en la Ligue 2 .
Tholot firmó que en el verano de 2008 con el Reims y fue lanzado el 25 de diciembre de 2008. El 14 de abril de 2009 se nombró como el nuevo entrenador en jefe de FC Sion, se firmó un contrato entre el 30 de junio de 2009.